# Hakim Toumi
Hakim Toumi (* 30. Januar 1961 in Algier) ist ein ehemaliger algerischer Hammerwerfer.
Der 1,80 m große und 102 kg schwere Athlet war von Mitte der 1980er bis Ende der 1990er der mit Abstand beste Afrikaner in seiner Disziplin. Bei Panafrikanischen Spielen holte er 1987 und 1995 die Goldmedaille sowie 1987 die Silbermedaille. Er gewann zwischen 1984 und 1996 siebenmal den Titel bei Leichtathletik-Afrikameisterschaften. Nur bei den Leichtathletik-Afrikameisterschaften 1990 wurde seine Siegesserie durch einen dritten Platz unterbrochen, bei den Leichtathletik-Afrikameisterschaften 1998 belegte er den zweiten Rang. Zudem wurde Toumi insgesamt siebzehn Mal algerischer Meister im Hammerwurf (1982–1990, 1992–1998, 2003).
Gleichwohl konnte er es auf internationaler Ebene nicht mit der von Europäern dominierten Weltspitze aufnehmen. Sowohl bei Leichtathletik-Weltmeisterschaften (1983, 1993, 1997) als auch bei seinen beiden Olympiateilnahmen (1984, 1988) gelang es Toumi nie, sich für ein Finale zu qualifizieren.

## Bestleistungen
- Hammerwurf: 74,76 m, 8. August 1998, Algier